# Josef Rundqvist
Josef Gunnar Rundqvist, född den 5 juni 1892 i Algutsboda församling, Kronobergs län, död den 9 december 1979 i Malmö, var en svensk ämbetsman. Han var bror till Oskar och Anton Rundqvist.
Rundqvist avlade studentexamen i Växjö 1910 och juris kandidatexamen vid Lunds universitet 1914. Han blev extra ordinarie notarie i Skånska hovrätten 1914, extra ordinarie landskontorist i Uppsala län 1915, landskontorist i Blekinge län 1917, extra länsbokhållare där samma år och länsbokhållare i Uppsala län 1919. Rundqvist blev länsassessor i Blekinge län 1928 och var landskamrerare där 1941–1957. Han blev riddare av Vasaorden 1934 och av Nordstjärneorden 1944 samt kommendör av andra klassen av sistnämnda orden 1951.